# Gustavo Gennuso
Enrique Gustavo Gennuso (Azul, 24 de agosto de 1959) es un ingeniero nuclear, emprendedor social y político argentino. Se desempeñó como intendente de San Carlos de Bariloche desde el 10 de diciembre de 2015 hasta el 10 de diciembre de 2023, tras ser elegido con el 49,13 % de los votos en las elecciones de ese año.
Durante su gestión al frente del municipio, fue objeto de múltiples cuestionamientos. Uno de los episodios más controvertidos fue la reiterada inauguración de obras sobre la calle Mitre, que llegó a ser habilitada en tres ocasiones distintas, lo que generó críticas por parte de sectores políticos y sociales.
Asimismo, fue duramente cuestionado por la firma de contratos millonarios con la empresa OPS, los cuales, según denuncias públicas, no habrían sido debidamente controlados ni certificados, lo que derivó en un importante grado de disconformidad ciudadana.
Tras dejar el cargo, fue procesado en varias causas judiciales, relacionadas con presuntas irregularidades administrativas durante su paso por el Ejecutivo municipal.

## Biografía
Gustavo Gennuso nació el 24 de agosto de 1959 en la localidad de Azul, provincia de Buenos Aires, Argentina. Es hijo de Uber Gennuso, un dirigente deportivo y empresario de su localidad. Gennuso se mudó a la ciudad de Bariloche para realizar sus estudios en el Instituto Balseiro en la carrera de ingeniería nuclear, donde tanto él, como su hermano, se recibieron de la prestigiosa institución.
Siendo ingeniero nuclear del Instituto Balseiro, Gennuso se vinculó con un grupo parroquial y comenzó a desarrollar acciones comunitarias en barrios urbanomarginales de la ciudad de Bariloche. Una de las barreras más fuertes que detectó como impedimento para que las comunidades mejoraran su calidad de vida fue la falta de acceso a una educación de calidad. Gennuso presidió la Fundación Gente Nueva hasta 2010. Esta fundación fue reconocida por sus actividades en favor de los sectores populares de la zona de Bariloche. Sería reemplazado tras las elecciones por el nuevo intendente Walter Cortes

## Distinciones
- Ganador BID Challenge (2008)
- Emprendedor Social Ashoka[2]
- Emprendedor Social del año (Schwab Foundation, 2007)[5]